# Vratsa (stad)
Vratsa (Bulgaars: Враца) is een stad en een gemeente in het noordwesten van Bulgarije aan de voet van het Balkangebergte. De stad is de hoofdstad van het gelijknamige oblast en telde ruim 50.000 inwoners, waarmee het de zeventiende stad in het land is.

## Geografie
De gemeente Vratsa is gelegen in het zuidwestelijke deel van de oblast Vratsa. Met een oppervlakte van 706,236 km² is het de grootste van de tien gemeenten van oblast Vratsa - oftewel 19,52% van het grondgebied. Het grenst aan de volgende gemeenten:
- in het noordwesten - gemeente Krivodol;
- in het noordoosten - gemeente Borovan en gemeente Bjala Slatina;
- in het zuidoosten - gemeente Roman;
- in het zuiden - gemeente Mezdra;
- in het zuidwesten - gemeente Svoge, oblast Sofia;
- in het westen - gemeente Varsjets, oblast Montana.

## Bevolking
In de volkstelling van 1880 telde de stad Vratsa 11.190 inwoners, waarmee het een van de grotere plaatsen in het Vorstendom Bulgarije was. Dit aantal nam de daaropvolgende eeuw geleidelijk toe: in 1956 woonden er al 26.582 inwoners, in 1975 groeide dit tot 61.134 personen en in 1990 werd het maximum van 85.272 geregistreerd. Sinds de val van het communisme neemt het inwonersaantal echter drastisch af. Op 31 december 2020 telde de gemeente Vratsa 63.033 inwoners, waarvan 51.020 in de stad Vratsa en 12.013 inwoners in een van de 22 nabijgelegen dorpen op het platteland. De gemeente heeft een hoge urbanisatiegraad van 80,9%. 
| Bevolkingsontwikkeling van Vratsa tussen 1880 en 2020 |
| ----------------------------------------------------- |
|                                                       |
| ■ Volkstellingen ■ Schatting                          |

### Etniciteit
De bevolking van de stad Vratsa bestaat nagenoeg uitsluitend uit etnische Bulgaren (97% in 2011), maar er is ook een kleine gemeenschap van de Roma aanwezig (2%).
| Etnische samenstelling van de respondenten (2011) | Etnische samenstelling van de respondenten (2011) | Etnische samenstelling van de respondenten (2011) | Etnische samenstelling van de respondenten (2011) | Etnische samenstelling van de respondenten (2011) |
| ------------------------------------------------- | ------------------------------------------------- | ------------------------------------------------- | ------------------------------------------------- | ------------------------------------------------- |
|                                                   |                                                   |                                                   |                                                   |                                                   |
| Bulgaren                                          | Bulgaren                                          |                                                   | 96,68%                                            | 96,68%                                            |
| Turken                                            | Turken                                            |                                                   | 0,09%                                             | 0,09%                                             |
| Roma                                              | Roma                                              |                                                   | 1,89%                                             | 1,89%                                             |
| Anders/Onbekend                                   | Anders/Onbekend                                   |                                                   | 1,34%                                             | 1,34%                                             |

De Roma wonen vooral in de dorpen Nefela (44%), Varbitsa (35%), Tri Kladentsi (25%), Zgorigrad (22%), Tsjevitsa (21%), Beli Izvor (16%), Goljamo Pesjtene (16%) en Virovsko (15%).

### Religie
De meest recente volkstelling werd uitgevoerd in februari 2011 en was optioneel. Van de 73.894 inwoners reageerden er 54.151 op de optionele volkstelling, terwijl 19.743 inwoners niet werden ondervraagd. Van de ondervraagden noemden 43.351 zich aanhanger van de Bulgaars-Orthodoxe Kerk (80%).  Ongeveer 7% van de bevolking had geen religie, terwijl 12% geen specifieke religie had opgenoemd. Er zijn geen andere vermeldenswaardige religieuze minderheidsgroepen.
| Religieuze samenstelling in februari 2011 | Religieuze samenstelling in februari 2011 | Religieuze samenstelling in februari 2011 | Religieuze samenstelling in februari 2011 | Religieuze samenstelling in februari 2011 |
| ----------------------------------------- | ----------------------------------------- | ----------------------------------------- | ----------------------------------------- | ----------------------------------------- |
|                                           |                                           |                                           |                                           |                                           |
| Bulgaars-Orthodoxe Kerk                   | Bulgaars-Orthodoxe Kerk                   |                                           | 80,06%                                    | 80,06%                                    |
| Katholieke Kerk                           | Katholieke Kerk                           |                                           | 0,55%                                     | 0,55%                                     |
| Protestantisme                            | Protestantisme                            |                                           | 0,36%                                     | 0,36%                                     |
| Islam                                     | Islam                                     |                                           | 0,09%                                     | 0,09%                                     |
| Geen                                      | Geen                                      |                                           | 7,01%                                     | 7,01%                                     |
| Anders/ Onbekend                          | Anders/ Onbekend                          |                                           | 11,93%                                    | 11,93%                                    |

## Geboren
- Martin Petrov (15 januari 1979), voetballer
- Valentin Iliev (11 augustus 1980), voetballer
- ¨Bozhidar Kraev (23 juni 1997), voetballer

Bestuurlijk centrum: Vratsa
 Borovan · Bjala Slatina  · Chaïredin  ·  Kozlodoeï · Krivodol · Mezdra  · Mizija  ·  Orjachovo · Roman · Vratsa